# Oskar Snellman
Oskar Emil Reinhold Snellman, född 10 februari 1871 i Bodum, Västernorrlands län, död 11 september 1959, var en svensk bankdirektör, målare och grafiker.

## Biografi
Oskar Snellman var son till Gustav Snellman och Amanda Gyllengam och gift med Tekla Gunilla Brandström. Efter avlagd fil. kand.-examen var Snellman verksam med olika befattningar inom banksektorn. Vid sidan av sitt arbete var han verksam som konstnär. Han genomgick en teckningslärarkurs vid Tekniska skolan i Stockholm samt privata studier för Helmer Osslund och Gabriel Burmeister samt under studieresor till Nederländerna, Italien och Frankrike. På den stora akvarellutställningen som visades på Konstakademien 1925 var han representerad med några arbeten och han medverkade i Sveriges allmänna konstförenings höstsalonger på Liljevalchs konsthall. Lokalt deltog han i samlingsutställningar arrangerade av olika konstföreningar i Östersund, Umeå och Örnsköldsvik.